# Plionemertes constricta
Plionemertes constricta is een soort in de taxonomische indeling van de snoerwormen (Nemertea). De huid van de worm is geheel met trilharen bedekt. De snoerworm jaagt op prooien van zijn eigen omvang en vangt deze met behulp van zijn slurf. 
De worm behoort tot het geslacht Plionemertes en behoort tot de familie Dinonemertidae. De wetenschappelijke naam van de soort werd voor het eerst geldig gepubliceerd in 1954 door Coe.